# Electron carinatum
Electron carinatum là một loài chim trong họ Momotidae.